# George Berkeley
George Berkeley (født 12. marts 1685 i County Kilkenny, død 14. januar 1753 i Oxford) er en irsk filosof fra oplysningstiden, der hører til den fortrinsvis britiske empiriske retning, som står i modsætning til den især franske rationalisme. Han og filosofferne John Locke og David Hume  kaldes de britiske empirister.
Berkeley (udtales 'bargli') arbejdede inden for kirken. Han tog bl.a. til Bermuda for at missionere og blev senere  biskop af Cloyne.

## Filosofi
Berkeleys lære er stærkt idealistisk. Han anerkender ingen fysisk materie som bagvedliggende årsag til sanseoplevelserne. Hans to hovedsætninger er: At være er at blive opfattet (sanset). At være er at opfatte (sanse). Han bruger de latinske udtryk: Esse est percipi. Esse est percipere. Han afviser, at noget materielt kan påvirke sanserne og dermed sjælen.
Berkeleys system leder til et paradoks: findes træet, der falder med et brag i skoven, når ingen er til stede og sanser det? Her kommer Berkeleys Gudstro ind i billedet, idet Gud er den allestedsnærværende ånd, i hvilken alt, hvad der sker, bliver sanset og derfor findes.

## Skrifter
Hovedværket er A Treatise concerning the Principles of Human Knowledge (1710) og af andre værker kan nævnes An Essay towards a New Theory of Vision (1709), Three Dialogues between Hylas and Philonous (1713) samt De Motu. Som et kuriosum kan nævnes, at hans mest læste skrift i samtiden handlede om den gavnlige virkning for legemet af tjærevand.
Han var opført på Index librorum prohibitorum, den katolske kirkes indeks over forbudte bøger.